# Provincia di Levante
La provincia di Levante era un ente locale del Regno di Sardegna, con capoluogo La Spezia. Secondo la struttura amministrativa sabauda preunitaria, corrispondeva al livello denominato in Francia come Arrondissement. Con il Decreto Rattazzi del 1859 assunse il nuovo nome di Circondario di Levante ed in tale veste, e nel Regno d'Italia, esistette fino al 1927; nel 1923 fu istituita la Provincia della Spezia.

## Storia

### Nascita dell'istituzione
La provincia divenne pienamente operativa il 1º gennaio 1819, in virtù degli effetti della riorganizzazione amministrativa del Regno sancita il 10 novembre 1818.
Con il passaggio della Liguria nel Regno di Sardegna dal 1815 si rese quindi necessaria una nuova divisione dei territori della Riviera di Levante, con l'istituzione delle due province di Chiavari e di Levante.

### La Legge Rattazzi ed il nuovo circondario di Levante
La Legge 23 ottobre 1859 n. 3702, anche nota come Decreto Rattazzi dal promotore ministro dell'Interno Urbano Rattazzi, riorganizzò l'organizzazione amministrativa del Regno di Sardegna, ridenominando come Province le Divisioni, e come Circondari le vecchie Province. La provincia levantina divenne quindi il circondario di Levante (avente gli stessi confini amministrativi) all'interno della Provincia di Genova.

### Suddivisione amministrativa all'atto dell'istituzione (1819)
Il territorio della provincia di Levante confinava ad ovest con la provincia di Chiavari, a nord con la provincia di Borgotaro (Ducato di Parma, Piacenza e Guastalla), ad est con il Granducato di Toscana e il Ducato di Massa e Principato di Carrara. Amministrativamente comprendeva quella parte del territorio ligure di levante consto dalle zone geografiche della val di Vara (fatta eccezione per i comuni di Maissana e Varese Ligure che furono inquadrati nella provincia chiavarese), della val di Magra, delle Cinque Terre, della Riviera Spezzina, del Golfo dei Poeti.
Faceva parte della Divisione di Genova del Regno di Sardegna ed era suddivisa nei seguenti mandamenti:
- mandamento I di Spezia
  - Beverino, Portovenere, Riccò, Rio Maggiore, Spezia
- mandamento II di Lerici
  - Ameglia, Lerici, Trebbiano
- mandamento III di Vezzano
  - Arcola, Follo, Vezzano
- mandamento IV di Godano
  - Brugnato, Carro, Godano, Zignago
- mandamento V di Sarzana
  - Bollano, Castelnuovo di Magra, Ortonuovo, Santo Stefano, Sarzana
- mandamento VI di Levanto
  - Bonassola, Borghetto, Carrodano, Deiva, Framura, Levanto, Monterosso, Pignone, Vernazza